# José Santos Ortiz
José de los Santos Ortiz (Renca, 1 de noviembre de 1784 - Barranca Yaco, 16 de febrero de 1835) fue un ganadero, militar y político argentino; fue el primer gobernador de su provincia. Posteriormente ejerció como secretario del caudillo Facundo Quiroga, y fue asesinado junto al mismo.

## Juventud
Era hijo de Don Pedro Ortiz, y de Candelaria Freites. Estudió en Córdoba, aunque no llegó a graduarse en leyes. Se dedicó a la ganadería en su villa natal, aunque era regidor del cabildo puntano en la época de la Revolución de Mayo. En 1815 fue nombrado comandante de las milicias de Renca, participando en la defensa de su provincia ante el ataque de los indígenas.
En 1819, el Cabildo lo comisionó para entablar negociaciones con los caudillos del Litoral, aunque no llegó a cumplir su cometido, ya que el Director Supremo, Juan Martín de Pueyrredón se lo prohibió expresamente.
Aunque tenía muy buenas relaciones con el teniente de gobernador Vicente Dupuy, era miembro del partido federal, de modo que contribuyó a su derrocamiento y a la declaración de la autonomía de su provincia respecto de la de Intendencia de Cuyo.

## Gobernador de San Luis
El 23 de marzo de 1820 fue nombrado gobernador. Los comienzos de su gobierno fueron pacíficos, ya que la provincia de Mendoza no pudo oponerle resistencia a su autonomía.
En marzo de 1821, el general chileno José Miguel Carrera, impulsado por la ambición de regresar a su país para hacerse con el gobierno y derrocar a Bernardo O'Higgins, atacó la guarnición de Las Pulgas (hoy Villa Mercedes), combate en que murió hasta el último de los defensores, con el coronel Videla a su frente. El gobernador abandonó la capital para tratar de reunir nuevos contingentes para la defensa, de modo que Carrera la ocupó de forma inusualmente pacífica (para los antecedentes de sus hombres). Cuando Carrera se retiró para reunirse con Francisco Ramírez, ocupó nuevamente la ciudad, que tuvo que volver a abandonar semanas más tarde por la segunda invasión de Carrera. Días después, el invasor se alejó hacia San Juan, donde encontraría la muerte.
En 1822 firmó un Tratado de Unión con las provincias de San Juan y Mendoza.
Para sostenerse en la defensa de su provincia, Ortiz había recurrido al comandante de los Llanos riojanos, Facundo Quiroga. Este no llegó a ayudarlo de manera efectiva, pero Ortiz tuvo oportunidad de iniciar una larga amistad por medio de abundante correspondencia. Ésta aumentó el interés del riojano por la causa de la unión de las provincias, en épocas en que sólo contaba el interés de la patria chica provincial.
En 1824, ordenó cerrar el convento de la Orden de Predicadores en la ciudad, para evitar conflictos jurisdiccionales en la iglesia local, y en un gesto de apoyo a la reforma eclesiástica que llevaba adelante Bernardino Rivadavia en Buenos Aires.
Envió los diputados de la Representación de San Luis al Congreso General de 1824, uno de los cuales era su cuñado Dalmacio Vélez Sársfield. Este votó por el régimen unitario, de modo que fue repudiado por la provincia que lo había elegido. Ortiz se negó rotundamente a firmar la Constitución, y expulsó al emisario enviado a presentársela.
Prestó la escasa ayuda que pudo a la Guerra contra el Brasil, enviando tropas a órdenes de Juan Pascual Pringles y Juan Esteban Pedernera. En 1827 firmó con las otras dos provincias cuyanas el Tratado de las Lagunas de Guanacache, por el cual se confirmaba la paz y la alianza defensiva entre las tres provincias firmantes y la intención de la pronta sanción de una constitución.
El sistema fiscal de la provincia dependía de las "contribuciones y donativos" que había establecido San Martín, un sistema ideal para producir toda clase de resentimientos, ya que los encargados de asignar las contribuciones que cada uno debía pagar no eran siempre ecuánimes. A fines de 1828, con la administración provincial algo simplificada por la mejora de la economía ganadera y la interrupción de los malones de indios, Ortiz se dedicó a normalizar el funcionamiento de la legislatura Provincial, y a instalar un sistema fiscal más racional.

## Consejero de Facundo Quiroga
En febrero de 1829 dejó el mando y se retiró a Mendoza, donde tuvo la mala suerte de ser arrestado por el revolucionario unitario Juan Agustín Moyano. De regreso en San Luis, apoyó al nuevo gobernador, Prudencio Vidal Guiñazú, quien dedicó todo su gobierno a tratar de detener la invasión del general unitario José María Paz a su provincia. Pero la defensa se hizo imposible, ya que los indios, combinados con Paz, organizaron un malón que barrió las defensas puntanas. La provincia tuvo que aceptar como gobernador al unitario Ignacio Videla.
Ortiz huyó a ponerse a las órdenes de Quiroga, a quien acompañaba cuando este cayó derrotado en la batalla de Oncativo. Acompañó al riojano a Buenos Aires, y nuevamente en su campaña de regreso a Cuyo en 1831; no se detuvo en San Luis, sino que fue nombrado ministro de guerra en Mendoza, bajo el mandato los gobernadores Manuel Lemos y Pedro Nolasco Ortiz.
Terminada la guerra civil, con Paz prisionero y Lamadrid derrotado por tercera vez por Quiroga, renunció a su cargo de ministro y volvió a Buenos Aires en compañía de Quiroga. En una nota al gobierno de Buenos Aires, lo instaba a apresurar la reunión de un congreso que sancionara una constitución nacional de carácter federal.

## Barranca Yaco
A fines de 1834 fue designado secretario del general Quiroga para la misión de conciliación entre las provincias de Tucumán y Salta. Al llegar a Santiago del Estero se enteraron de la derrota y muerte del gobernador salteño Pablo Latorre, por lo que se dedicaron a organizar la paz entre las provincias del norte, que fue oficializada por el tratado del 6 de febrero del año siguiente, el cual fue redactado por Ortiz. Por ese tratado, además, se proclamaba a las demás provincias la creación de la Provincia de Jujuy.
De regreso hacia el sur, recibieron repetidos avisos de que los hermanos Reynafé, caudillos de Córdoba, intentarían asesinarlos a su paso por la misma. Al salir de la primera posta en territorio cordobés, el 16 de febrero de 1835, un desconocido le ofreció caballos, invitándolo a huir de "una muerte segura". Ortiz, en silencio, se subió a la galera de Quiroga.
Una hora más tarde, al llegar al paraje conocido como Barranca Yaco, un grupo dirigido por el capitán Santos Pérez interceptó la galera y asesinó a todos sus ocupantes y acompañantes.
El asesinato había sido ideado por los Reynafé para favorecer al caudillo santafesino Estanislao López, que competía con Quiroga por liderar el partido federal argentino.

## Destino de sus restos
En noviembre de 2010, los restos de José Santos Ortíz fueron trasladados desde la capital de Mendoza hacia la localidad puntana de Renca, pueblo que lo vio nacer en 1784.